# Música marciana
Música marciana es la segunda novela del escritor chileno Álvaro Bisama, publicada en 2008 en la serie «Cruz del sur» de la editorial Emecé, perteneciente al grupo Planeta. Se trata de la vasta y trágica genealogía de un promiscuo pintor surrealista chileno radicado en Bruselas, narrada por su último hijo que todavía permanece con vida.
El autor dedicó esta novela a «Carla», y la portada fue confeccionada por su esposa Carla MkCay, artista contemporánea a quien está explícitamente dedicada su primera obra, Caja negra.

## Estructura
| «Le daba la mano a todos los muertos y se presentaba entre ellos como si fuera el último» —Elias Canetti. Epígrafe del libro. |

El libro se divide en quince capítulos, titulados con nombres de distintas locaciones. Toda la novela está narrada por un mismo personaje, y a partir del segundo capítulo se narra la muerte de cada uno de sus distintos hermanos. Cada capítulo está escrito sin ningún punto y aparte, y salvo el primer y último capítulo, sus nombres refieren al lugar de fallecimiento de cada hermano.
El personaje de Virgilio, hermano del narrador, aparece de manera transversal en todos los capítulos, y forma parte del tema principal del cierre de la novela, del cual se extrae el título de la novela.

## Argumento
| Capítulo                   | Contenido |
| -------------------------- | --- |
| Reñaca                     | Un artista plástico anciano, drogadicto en su juventud, se propone narrar desde su casa, ubicada en una Reñaca terminal que espera un huracán, la vida y muerte de sus numerosos hermanos, hijos de distintas madres pero de un padre común ausente, un famoso y promiscuo artista chileno que decidió radicarse en Europa. |
| Ciudad Ho Chi Minh         | Sobre su hermano Pascal (f. 1970), valiente y arriesgado fotógrafo de Life, asesinado en la Guerra de Vietnam. |
| Berlín Oeste               | Sobre María (f. 1972), conviviente de un veneciano miserable y luego secretaria de su padre, con quien consiguió reconciliarse. Fue una poeta maldita que acabó siendo acuchillada en un asalto. |
| Isla Negra/Santiago/Queens | Sobre Andy (f. 1975), exitoso artista contemporáneo dedicado a fotografiar casas demolidas. Como varios, odiaba a su padre, y enfermó durante su visita a Chile en 1973, donde tuvo una relación con una fotógrafa fusilada durante el golpe de Estado. Debido a los bombardeos del golpe, abandonó su trabajo y murió en Queens de sobredosis. |
| Memphis                    | Sobre Tamara (f. 1983), tatuadora que saltó por la ventana de un hotel, dejando en su habitación cincuenta fotografías de sus propios tatuajes. |
| Meguro/Nueva York          | Sobre Orlando (f. 1996), quien abandonó su prometedora carrera como matemático del MIT para convertirse en escritor de conspiraciones ovni. Se instaló en Meguro junto a su abducida esposa japonesa. Luego de ver un supuesto ovni, colapsó y huyó a Estados Unidos, donde vivió como vagabundo hasta degollarse en el metro de Nueva York. |
| París                      | Sobre Sarah, autista aficionada al dibujo de vestuario, criada por su madre judía y un rabino que se salvó del Holocausto. Fue mantenida económicamente por su padre biológico, hasta que murió saltando por una ventana del apartamento en llamas. Tras el incendio, su padre se quedó un libro suyo donde Sarah había dibujado un pequeño universo habitado por animales extraños. |
| Boston/Baltimore           | Sobre Julio (f. 1997), profesor de literatura baleado por el FBI, justo después que inexplicablemente secuestrara en Boston y matara en Baltimore a Mr. Pepe, presentador de televisión. Luego se descubrió que había escrito una novela de fantasía donde desaparecían todos los televisores y seres humanos del mundo, salvo uno. |
| Hot Waters                 | Sobre Samuel, joven viajero heroinómano hippie que se convirtió al satanismo en una iglesia luciferina. Su rastro desapareció en el desierto de Texas, tras haberle escrito catorce cartas a su padre acerca de sus extrañas experiencias del viaje. |
| San Blas                   | Sobre Lincoyán (c. 1934-1992/5), el primogénito, un silencioso y desencantado de la vida bueno para nada que murió de una cardiopatía, solo en su casa en San Blas, Cataluña, luego de comprar un zoológico decadente y quizás de servir como personaje para un escritor latinoamericano vecino. |
| Black Sparrow/California   | Sobre Charly (c. 1968-1987), joven y promiscuo estudiante de teoría del arte, asesinado por un chileno mediocre celoso. |
| Nueva York                 | Sobre Zia, audiovisual de videoclips y documentales underground, exnovia de un historietista under suicida y amiga de otro historietista depresivo, Jeff Franco, quien se cambió de sexo rebautizándose como Catherine. Zia hizo un documental sobre Franco y luego comenzó a grabar su propia vida cotidiana, creando una valiosa pieza de arte. Un día, Franco decidió hacer explotar la casa de Zia, con ella dentro. |
| Buenos Aires               | Sobre Ángela (f. 1999), cinéfila y audaz crítica de arte, que conoció la obra de su padre sin saber que era su hija, y que intuyó un parentesco con él y sus hermanos. Murió de una bala perdida en una manifestación política en la que no estaba participando. |
| Chiloé                     | Sobre Guillermo (fl. 1975), a quien su padre tuvo a los quince años con una empleada antes de irse a Europa. Su padre supo de él en 1972 durante un viaje a Chile invitado por Salvador Allende. Fue a visitarlo a Chiloé junto a Zamora, un joven del MIR que se convertiría en unos de sus mejores amigos. En ese único encuentro, Guillermo lo rechazaría apenas verlo, y más tarde sería detenido desaparecido durante la dictadura. |
| Marte                      | Sobre su padre, fallecido el 31 de diciembre de 1999, el mismo año que el narrador se recluyó y que una secta destinada a destruir la obra de su padre ya casi se había extinguido; de cómo murió acompañado de los miembros de su poderosa Organización, y de Virgilio, su hijo más cercano y también su mejor amigo. Sobre Virgilio, ciego desde su infancia, que heredó la Organización y solía hablar acerca de los marcianos; de cómo desapareció unos años después, luego de subirse a un tres a París, ciudad a la que aparentemente nunca llegó. |